# Tomasi Kulimoetoke II
Tomasi Kulimoetoke II (Ha'afuasia, Hahake, 26 de juliol de 1918- Mata-Utu, 7 de maig de 2007) fou rei (« Lavelua ») d'Uvéa (a l'illa Wallis) del 12 de març de 1959 fins a la seva mort.
Des de començaments del seu regnat va mantenir una estreta relació amb les autoritats franceses, conscient de la dependència econòmica dels subsidis francesos. Va participar en les negociacions de 1961 per l'estatut territorial de Wallis i Futuna. El 1967 fou nomenat cavaller de la legió d'honor i comandant de l'orde del mèrit el 2005.
El 2005 l'ancià rei es va veure atrapat en una crisi política que amenaçava de sumir al seu regne en el caos. El seu net, Tomasi Tuugahala, va ser sentenciat a 18 mesos de presó per l'homicidi involuntari d'un vianant que va morir en un accident per conduir borratxo en la vigília de Cap d'Any. El rei va convidar al seu net a refugiar-se al palau reial, on es va amagar durant quatre mesos abans de rendir-se als gendarmes francesos. El mateix rei va instar França a "sortir de la colònia", i també va afirmar que l'incident es jutjaria d'acord amb la llei tribal tradicional i que el dret penal francès havia de ser abolit a Uvea.
La crisi es produí entre les autoritats tradicionals que s'oposaven als "reformadors", que advocaven per una evolució dels de costums i proposaven enderrocar al rei per a coronar al reformista Sosefo Mautamakia. A finals de setembre de 2005, el conflicte s'intensifica notablement quan centenars de partidaris del lavelua, inclosos antics soldats armats amb fusells, matxets i dinamita, organitzaren el bloqueig de l'illa. Volen evitar l'arribada de reforços policials, a la vista de l'entronització d'un rei dissident, proposat pels renovadors. L'amenaça va fer necessari la mediació de París, qui hi envià un negociador. Per tal d'evitar un vessament de sang, el mitjancer va conformar el reconeixement per l'estat del Lavelua.
Durant els seus últims anys va governar de fet la seva filla Etua.